# 긴꼬리주머니생쥐
긴꼬리주머니생쥐(Chaetodipus formosus)는 주머니생쥐과에 속하는 설치류의 일종이다. 미국의 애리조나주와 캘리포니아주, 네바다주, 유타주 그리고 멕시코의 바하칼리포르니아주에서 발견된다.